# Buck Jones
Buck Jones (12 de diciembre de 1891-30 de noviembre de 1942) fue un actor cinematográfico estadounidense, estrella de las décadas de 1920, 1930 y 1940, conocido principalmente por su trabajo en muchos populares westerns. En sus primeras actuaciones aparecía bajo el nombre de Charles Jones.

## Primeros años
Su verdadero nombre era Charles Frederick Gebhart, y nació en Vincennes, Indiana. En 1907, con dieciséis años, Jones entró en el Ejército de los Estados Unidos, tras firmar su madre la autorización para alistarse. Inicialmente fue destinado al Sexto Regimiento de Caballería. Sirvió en combate, y resultó herido en las islas Filipinas durante la Rebelión Mora, siendo licenciado en 1909.
Jones era aficionado a las carreras de coches y a su industria, y tuvo buena amistad con el corredor Harry Stillman. Gracias a ello, empezó a trabajar para la Marmon Motor Company, probando muchos de sus vehículos. Sin embargo, en 1910 se volvió a alistar en el Ejército. En 1913 solicitó ser destinado a la Aeronautical Division del U.S. Signal Corps, ya que deseaba ser piloto. Fue licenciado nuevamente en octubre de 1913.

## Cowboy, especialista, carrera cinematográfica inicial
Tras su servicio militar, empezó a trabajar como cowboy en el Rancho 101, cerca de Bliss, Oklahoma. Actuando en espectáculos ecuestres conoció a Odille "Dell" Osborne, que era jinete profesional, y con la que se casó en 1915. Ambos tenían poco dinero, por lo que los productores de un espectáculo del Salvaje Oeste en el que la pareja trabajaba les ofrecieron casarse en un show en público, lo cual aceptaron. Posteriormente el matrimonio formó su propio espectáculo ecuestre, viajando con él por los Estados Unidos.
Encontrándose en Los Ángeles, California, y con su mujer embarazada, Jones decidió dejar la vida de cowboy y buscar trabajo en la industria cinematográfica. Consiguió ser contratado por Universal Pictures como especialista y como intérprete de pequeños papeles. Más adelante trabajó para Canyon Pictures, y después para 20th Century Fox, ganando finalmente 40 dólares semanales como especialista. Con Fox su salario subió a 150 dólares semanales, y William Fox, ejecutivo de la compañía, decidió utilizarle como sustituto de Tom Mix.
Esto le valió su primer papel protagonista, en The Last Straw, film estrenado en 1920. En 1925 Jones rodó tres títulos con una muy joven Carole Lombard, y en 1928 fundó su propia compañía, "The Big Hop", que no tuvo éxito. En la década de 1930 fue contratado por Columbia Pictures, y su carrera fue en ascenso.

## Estrellato y muerte

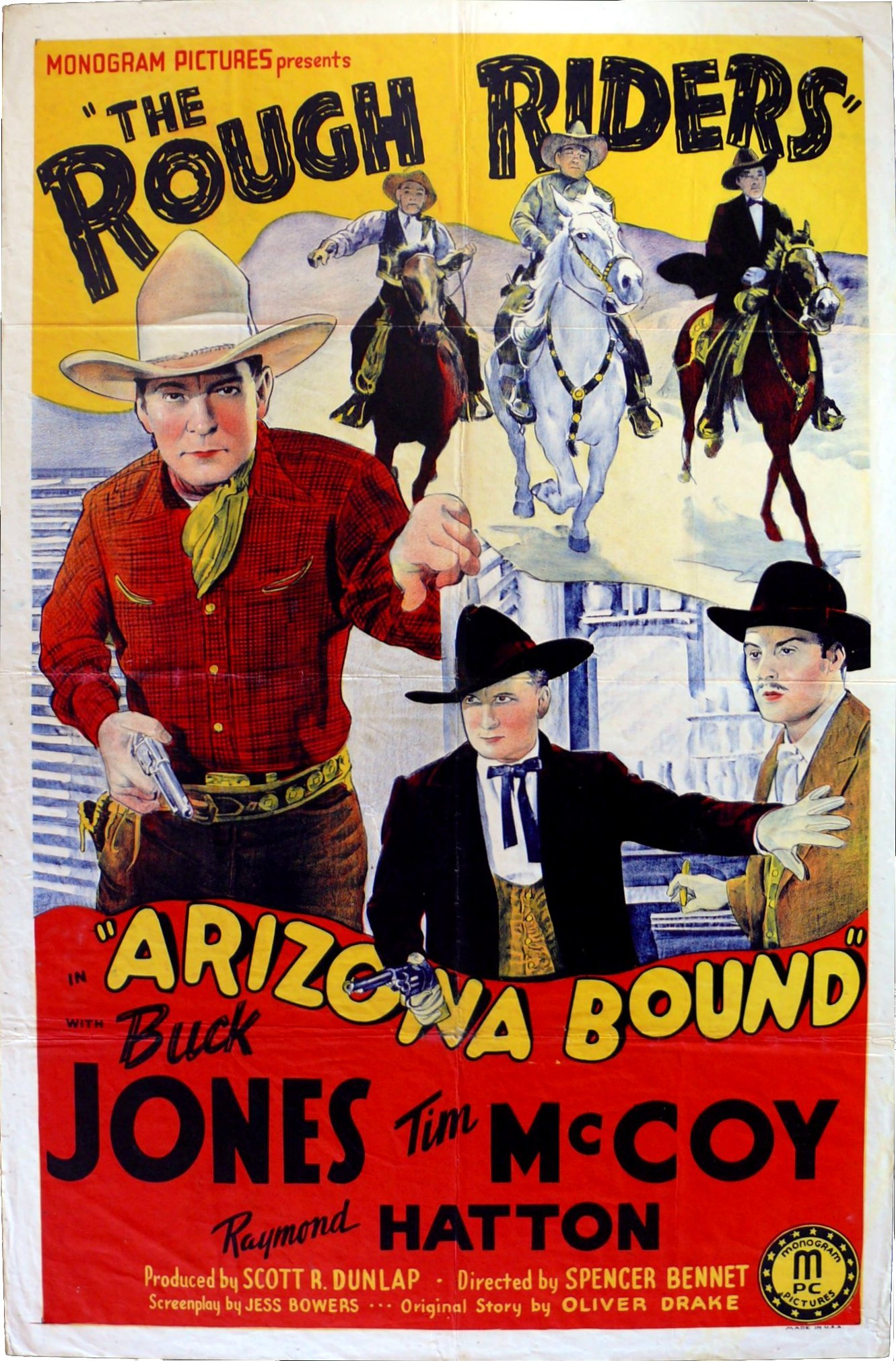
Jones en el póster del western Arizona Bound (1941).

En total, Jones intervino en más de 160 filmes, con una carrera iniciada en 1918. En la década de 1920, Jones era, junto a Hoot Gibson, Tom Mix, y Ken Maynard, uno de los primeros actores cowboys del momento. 
En la década de 1940, Jones interpretó al Marshall Buck Roberts en una serie de películas. A lo largo de su carrera entabló una duradera amistad con Scott R. Dunlap, director y productor que trabajaría con él en muchos de sus títulos.
Jones fue también asesor de la compañía Daisy Outdoor Products, que lanzó al mercado el modelo Daisy "Buck Jones", un rifle de aire comprimido, uno de los mejores productos de su género, con buenas ventas mantenidas en el tiempo. 
Buck Jones falleció en 1942 en Boston, Massachusetts, dos días después de resultar herido en el incendio del local Cocoanut Grove, que costó la vida a 492 personas. Durante años se mantuvo la leyenda de que las heridas del actor fueron consecuencia de sus intentos de salvar a las víctimas, pero actualmente se sabe que falleció atrapado por el fuego. Sus restos fueron incinerados, y sus cenizas esparcidas. 